# Andalucía Open
AnyTech365 Andalucía Open és un torneig professional de tennis que es disputa a Marbella dins del calendari masculí en la categoria ATP World Tour 250 i ATP Challenger Tour.
Des de 2018 a 2020 va ser un torneig d'una setmana de durada amb categoria Challenger 80 i en 2021 va adquirir la llicència per celebrar en la següent setmana un torneig ATP 250. És el primer torneig de la gira europea de terra batuda situat al calendari després del Miami Open (pista dura) i abans del Rolex Monte-Carlo Masters. L'edició de 2021 es va celebrar en el Puente Romano Beach Resort a Marbella.

## Història

### 2018
El Casino Admiral Trophy ATP Challenger es va disputar del 24 al 31 de març de 2018 en les instal·lacions del Club de Tennis de l'Hotel Puente Romano amb una dotació de 50.000 dòlars en premis.
L'italià Stefano Travaglia en individuals i la parella formada per Guido Andreozzi i Ariel Behar en dobles es van fer amb el títol de campions.

### 2019
La segona edició del Casino Admiral Trophy ATP Challenger es va disputar entre el 25 i el 31 de març de 2019 en el Club de tennis Puente Romano de Marbella.
L'espanyol Pablo Andújar es va portar el trofeu en individuals després d'un gran partit contra Benoit Paire i en dobles la parella d'alemanys formada per Kevin Kravietz i Andreas Mies es van fer amb el títol de campions.
La tercera edició, sota el nom de AnyTech365 Marbella Tennis Open, marcada pel canvi de calendari pel COVID-19, que estava programada del 30 de març i 5 d'abril es va veure obligada a ajornar-se del 24 d'octubre a l'1 de novembre.
Gerard Granollers i Pedro Martínez es van proclamar campions en la categoria de Dobles del AnyTech365 Marbella Tennis Open 2020 després d'imposar-se al veneçolà Luis David Martínez i al brasiler Fernando Romboli per un resultat de 6-3 6-4.
Més tard Pedro Martínez va repetir la gesta en la categoria d'individuals enfront del també espanyol Jaume Munar.

### 2021: AnyTech365 Andalusia Open
El AnyTech365 Andalusia Open se celebrarà del 28 de març a l'11 d'abril en el Club de tennis Puente Romano de Marbella.
Després de l'actualització del calendari de l'ATP World Tour, Marbella va obtenir una llicencia ATP 250 per a la temporada 2021 en la setmana següent al Miami Open, del 4 a l'11 d'abril, que se sumeixi al Challenger 80 que ja se celebrava anualment a la ciutat de Marbella, del 28 de març al 4 d'abril.
Per tant, aquesta cita de dues setmanes consecutives a Andalusia, es converteix en el tercer esdeveniment tenístico més important a Espanya després del Mútua Madrid Open i el Barcelona Open Banc Sabadell repartint un total de 330 punts.

## Palmarès

### Individual masculí
| Any                 | Campió              | Finalista       | Resultat         |
| ------------------- | ------------------- | --------------- | ---------------- |
| ATP World Tour 250  |                     |                 |                  |
| 2021                | Pablo Carreño Busta | Jaume Munar     | 6−1, 2−6, 6−4    |
| ATP Challenger Tour |                     |                 |                  |
| 2020                | Pedro Martínez      | Jaume Munar     | 7-6(4), 6-2      |
| 2019                | Pablo Andújar       | Benoît Paire    | 4–6, 7–6(6), 6–4 |
| 2018                | Stefano Travaglia   | Guido Andreozzi | 6–3, 6–3         |

### Dobles masculins
| Any                 | Campions                         | Finalistes                           | Resultat            |
| ------------------- | -------------------------------- | ------------------------------------ | ------------------- |
| ATP World Tour 250  |                                  |                                      |                     |
| 2021                | Ariel Behar Gonzalo Escobar      | Tomislav Brkić Nikola Ćaćić          | 6−2, 6−4            |
| ATP Challenger Tour |                                  |                                      |                     |
| 2020                | Gerard Granollers Pedro Martínez | Luis David Martínez Fernando Romboli | 6−3, 6−4            |
| 2019                | Kevin Krawietz Andreas Mies      | Sander Gillé Joran Vliegen           | 7−6(6), 2−6, [10−6] |
| 2018                | Guido Andreozzi Ariel Behar      | Martin Kližan Jozef Kovalík          | 6−3, 6−4            |